# Albin Moller

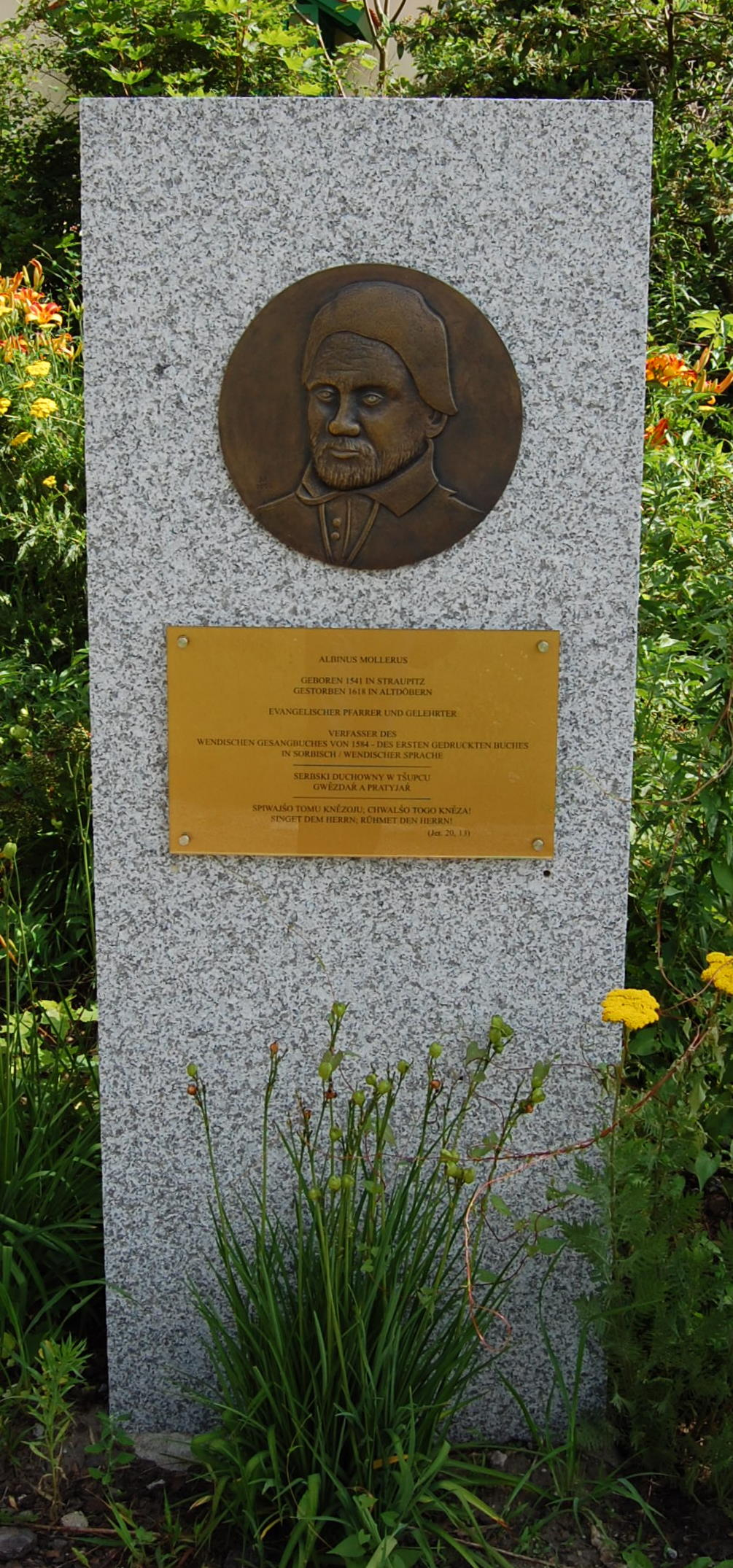
Placa commemorativa d'Albin Moller a la casa parroquial de Straupitz

Albin Moller, o Albinus Mollerus, (*Straupitz, 1541 - † Altdöbern, 26 de desembre de 1618) fou un escriptor i teòleg sòrab, autor del primer llibre en sòrab.
La seva família probablement era al servei del comte de Dohna i estudià llatí a l'escola de Calau. Posteriorment estudià teologia a la Universitat de Frankfurt de l'Oder i el 1568 a la Universitat de Wittemberg. Treballà com a pastor protestant a les comunitats sòrabs de Calau i el 1574 marxà a Bautzen, on Hans Wolrab li va imprimir el Wendisches Gesangbuch (Himnes wends), recull de 120 psalms, himnes i cançons que havia traduït de l'alemany al sòrab, incloent el Petit Catecisme de Martí Luter. El 1582 també publicà un treball sobre plantes on al costat del seu nom en llatí hi ha el seu nom en sòrab. És la publicació més antiga sobre botànica en sòrab.
Moller també es va interessar per l'astronomia i astrologia i publicà diverses obres sobre aquests temes. El 1572 aquests treballs foren impresos per Wolrab a Bautzen.

## Obres
- Prognosticon Astrologicum. Auff die Vier Zeiten und andere Bedeutung der Planeten/Vnd Sternen zum ersten auff das 1573, darnach auff das 1574 Jahr nach Christi Geburt. Hans Wolrab, Bautzen 1572
- Wendisches Gesangbuch. Hans Wolrab, Bautzen 1574; Nachdruck: Niedersorbisches Gesangbuch und Katechismus. Gedruckt zu Budissin, 1574 (= Veröffentlichungen des Instituts für Slawistik, Band 18). Akademie-Verlag, Berlin 1959
- Namenn der vornembsten Arztney Kreuter Ihn Lateinischer Deutzscher Vnnd wendischer Sprachenn. 1582
- Die grosse Practica astrologica ... 1596 ... Leipzig 1595
- Die grosse: Practica Astrologica, Das ist: Natürliche und gründliche prognostication und verkündigung von dem Gewitter der vier Zeiten, auch von Finsternissen, Krieg und anderen Unglücke, von Reisefarten, Legation und handel zu Lande und zu Wasser ... Leipzig [1599]
- Alt und New Schreibcalender Auff das Jar nach unsers Herrn Jhesu Christi Geburt MDCI. Magdeburg [1600]